# Mirabeau (métro de Paris)
Pour les articles homonymes, voir Mirabeau.
Mirabeau est une station de la ligne 10 du métro de Paris, située dans le 16e arrondissement de Paris.

## Situation
La station est établie à l'est du quartier d'Auteuil, à proximité de la Seine, laquelle marque la limite administrative avec le 15e arrondissement (quartier de Javel). Orientée selon un axe nord-est/sud-ouest, elle se trouve sous l'amorce de la rue Mirabeau, entre la place de Barcelone à l'est et la rue Wilhem à l'ouest. Marquant l'extrémité orientale de la boucle d'Auteuil, elle s'intercale entre les stations Chardon-Lagache et Javel - André Citroën, tout en étant séparée de cette dernière par la Seine que la ligne franchit au moyen d'une traversée sous-fluviale.
Le point d'arrêt, uniquement desservi en direction de Gare d'Austerlitz, est toutefois traversé par la voie du sens opposé et géographiquement très proche de la station Église d'Auteuil, dont la desserte n'est assurée qu'en sens inverse, c'est-à-dire vers Boulogne - Pont de Saint-Cloud.

## Histoire
La station est ouverte le 30 septembre 1913 avec la mise en service du premier prolongement de la ligne 8, depuis Beaugrenelle (actuelle station Charles Michels) jusqu'à Porte d'Auteuil.
Elle doit sa dénomination à son implantation sous la rue Mirabeau, à proximité du pont homonyme, ces voies rendant hommage à Honoré-Gabriel Riqueti de Mirabeau, dit comte de Mirabeau (1749-1791), homme politique français et figure de la Révolution française.
Dans la nuit du 26 au 27 juillet 1937, la station est transférée à la ligne 10 à la suite du remaniement des lignes 8, 10 et de l'ancienne ligne 14 (devenue une partie de l'actuelle ligne 13 en 1976), tandis que la ligne 8 est redirigée en parallèle vers son terminus actuel de Balard depuis La Motte-Picquet - Grenelle. Le service entre Porte d'Auteuil et Jussieu n'est toutefois assuré que deux jours plus tard, le 29 juillet suivant, se limitant dans un premier temps à La Motte-Picquet - Grenelle à l'est.
Dans le cadre du programme « Renouveau du métro » de la RATP, les couloirs de la station et une partie du quai sont rénovés le 15 septembre 2004.

### Fréquentation
Selon les estimations de la RATP, la station a vu entrer 1 377 611 voyageurs en 2019, ce qui la place à la 281e position des stations de métro pour sa fréquentation sur 302,. En 2020, avec la crise du Covid-19, son trafic annuel tombe à 724 167 voyageurs, ce qui la classe alors au 277e rang sur 304,, avant de remonter progressivement en 2021 avec 1 001 302 entrants comptabilisés, la reléguant toutefois à la 284e position des stations du réseau pour sa fréquentation cette année-là.

## Services aux voyageurs

### Accès
La station dispose de deux accès répartis en trois bouches de métro constituées d'escaliers fixes :
- l'accès no 1 « Avenue de Versailles », orné d'un édicule Guimard et constituant l'entrée principale de la station, débouchant sur la place de Barcelone à l'angle de l'avenue de Versailles et de la rue Mirabeau, au droit du no 1 de cette dernière ;
- l'accès no 2 « Rue Mirabeau » consistant en deux escaliers à balustrades en fer forgé de style Dervaux, disposés dos à dos, se situant respectivement face aux nos 3 et 5 de cette rue, le second étant agrémenté d'un des rares candélabres Val d'Osne subsistants du réseau.

L'entourage de l'entrée principale, dessiné par Hector Guimard, fait l'objet d'une inscription au titre des monuments historiques par l'arrêté du 29 mai 1978, protection renouvelée le 12 février 2016

Accès à la station
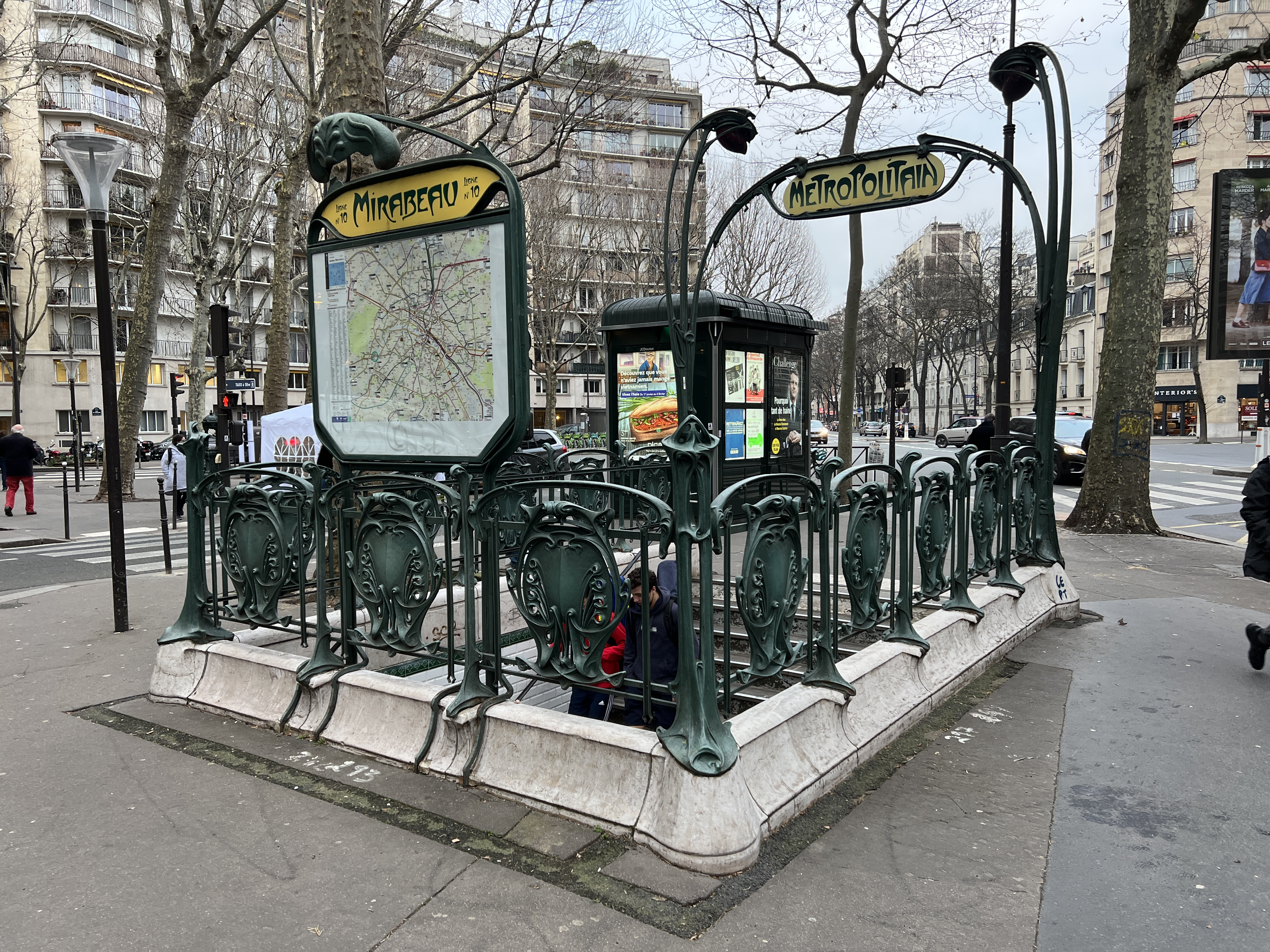
L'accès no 1, « Avenue de Versailles ».
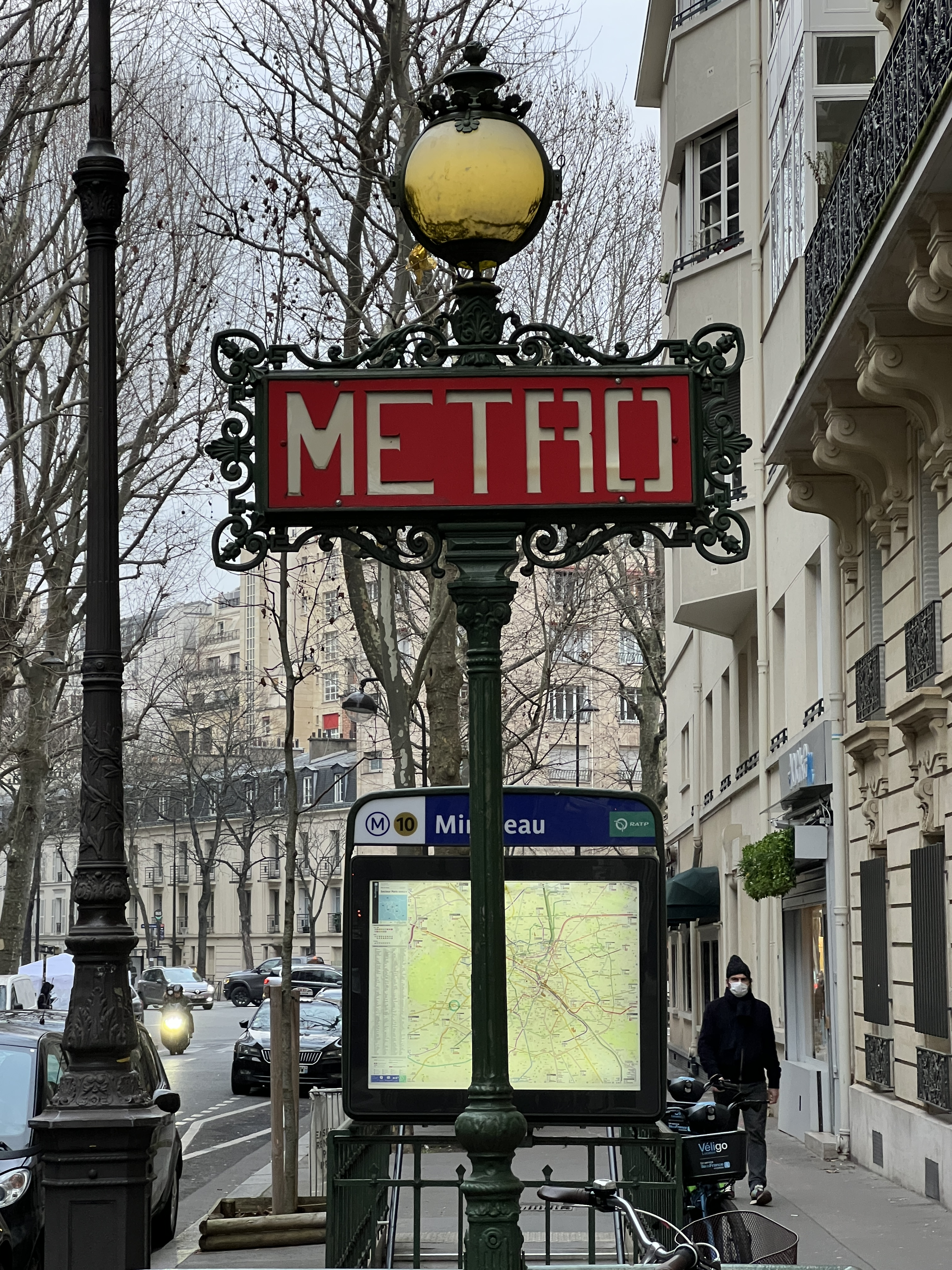
Candélabre Val d'Osne.
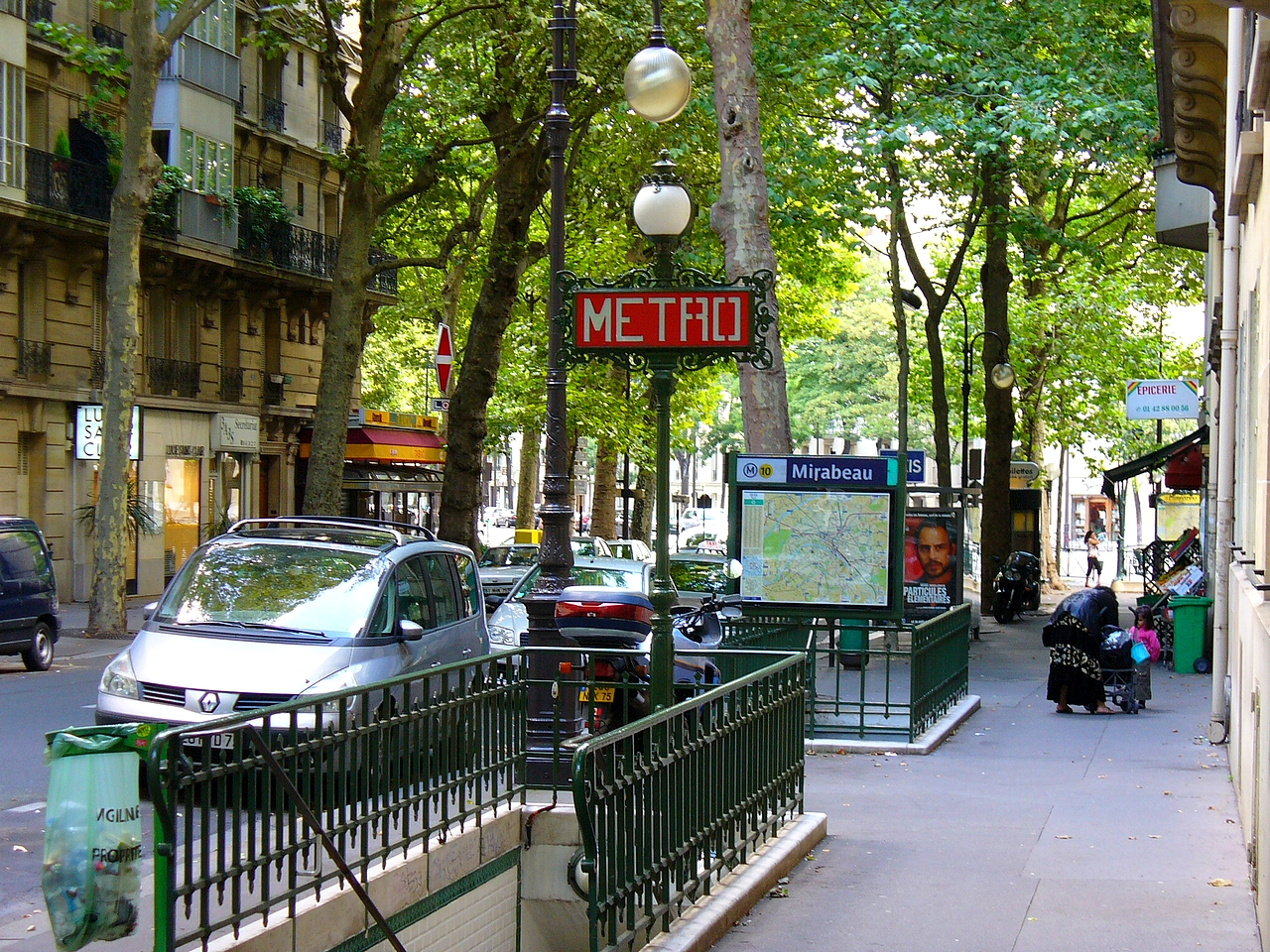
L'accès no 2, « Rue Mirabeau ».

### Quai
Mirabeau est une station de configuration particulière à plus d'un titre : elle possède un unique quai latéral, d'une longueur conventionnelle de 75 mètres, dont la desserte est uniquement assurée par les rames en direction de Gare d'Austerlitz, le tout sous une voûte de forme elliptique. Malgré l'absence d'arrêt en sens inverse, la station est traversée par la rampe de la voie en direction de Boulogne - Pont de Saint-Cloud, laquelle se sépare immédiatement après de la voie opposée pour rejoindre la station Église d'Auteuil, par un tunnel creusé à ras de la voûte. Cette dernière s'élève par paliers vers l'ouest afin de suivre la déclivité de la voie.
Le profil très particulier de la station, qui fait face à la forte pente de la voie en direction de Boulogne, est dû à la grande profondeur de la ligne à la suite de sa traversée de la Seine, ainsi qu'à la nécessité de contourner les fondations de l'église Notre-Dame-d'Auteuil par le sud-ouest pour atteindre la station mitoyenne Église d'Auteuil. Cet obstacle ne permettait pas d'amorcer la séparation des voies en amont de la station, ni d'aménager un point d'arrêt commun aux deux directions.
Les autres caractéristiques de la station sont relativement classiques à l'exception de l'éclairage, assuré par des projecteurs propres à celle-ci, diffusant une lumière indirecte sur le piédroit du côté du quai et sur la voûte. Les carreaux en céramique blancs biseautés recouvrent les piédroits, la voûte ainsi que les tympans, tandis que les arcades creusées sur le mur soutenant la voie en rampe sont simplement peintes en gris clair. Les cadres publicitaires sont en céramique blanche et le nom de la station est inscrit en police de caractères Parisine sur des plaques émaillées, ces équipements agrémentant uniquement le piédroit du côté du quai. Les sièges sont de style « Motte » de couleur bleue.

Quai de la station
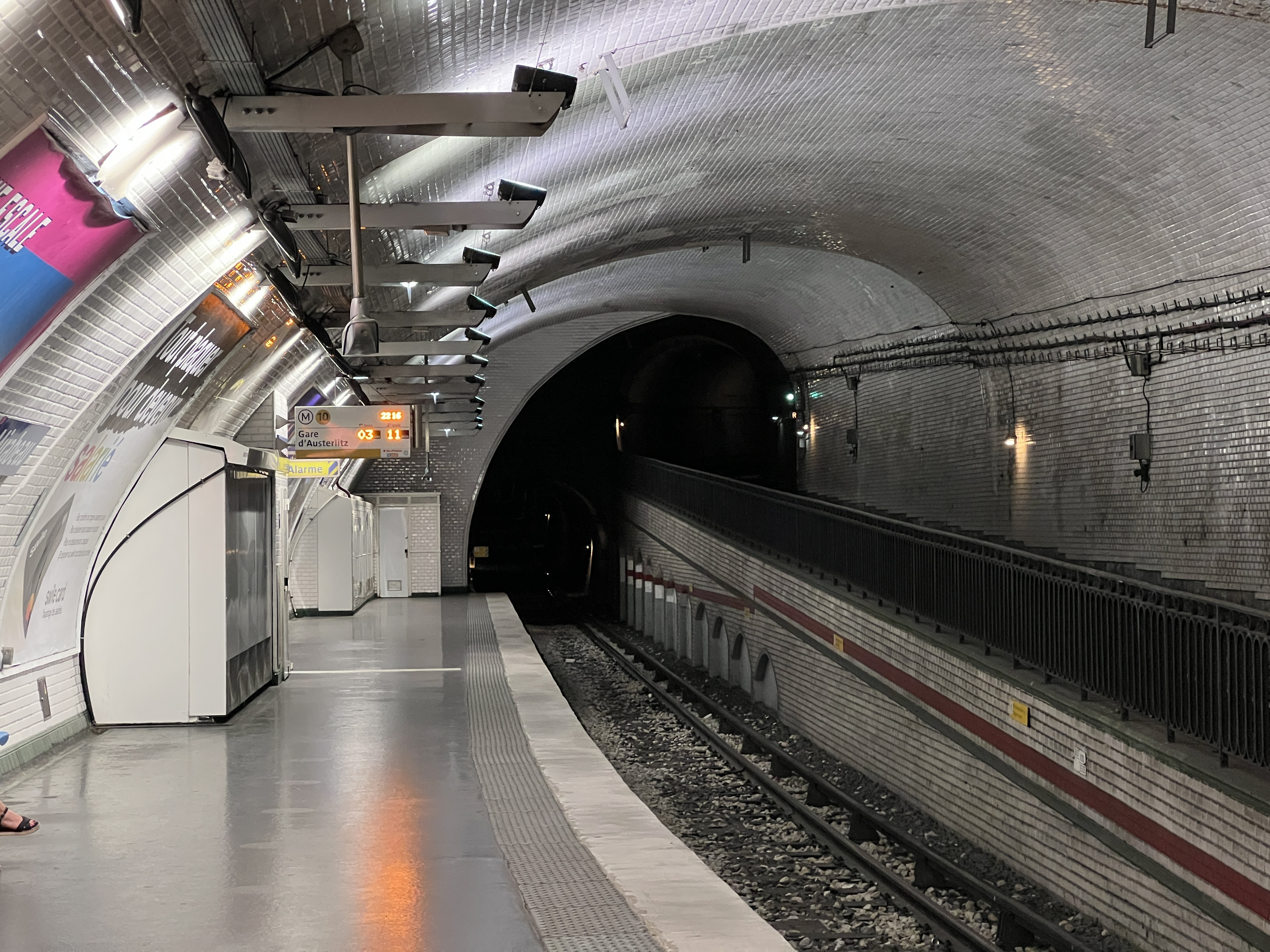
Le profil atypique de la station, vu en direction de Boulogne.
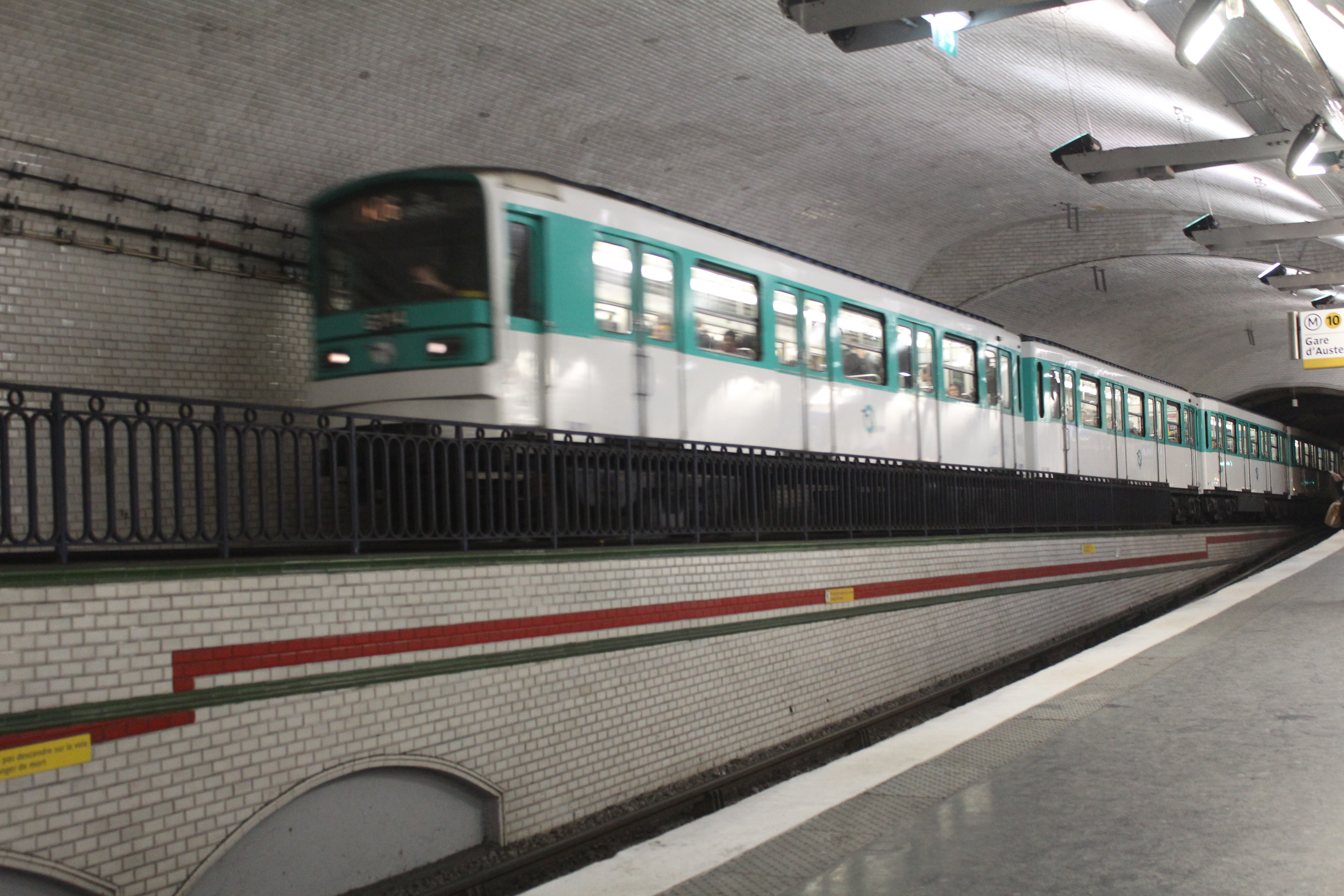
Rame MF 67 s'engageant sur la rampe en direction de Boulogne.
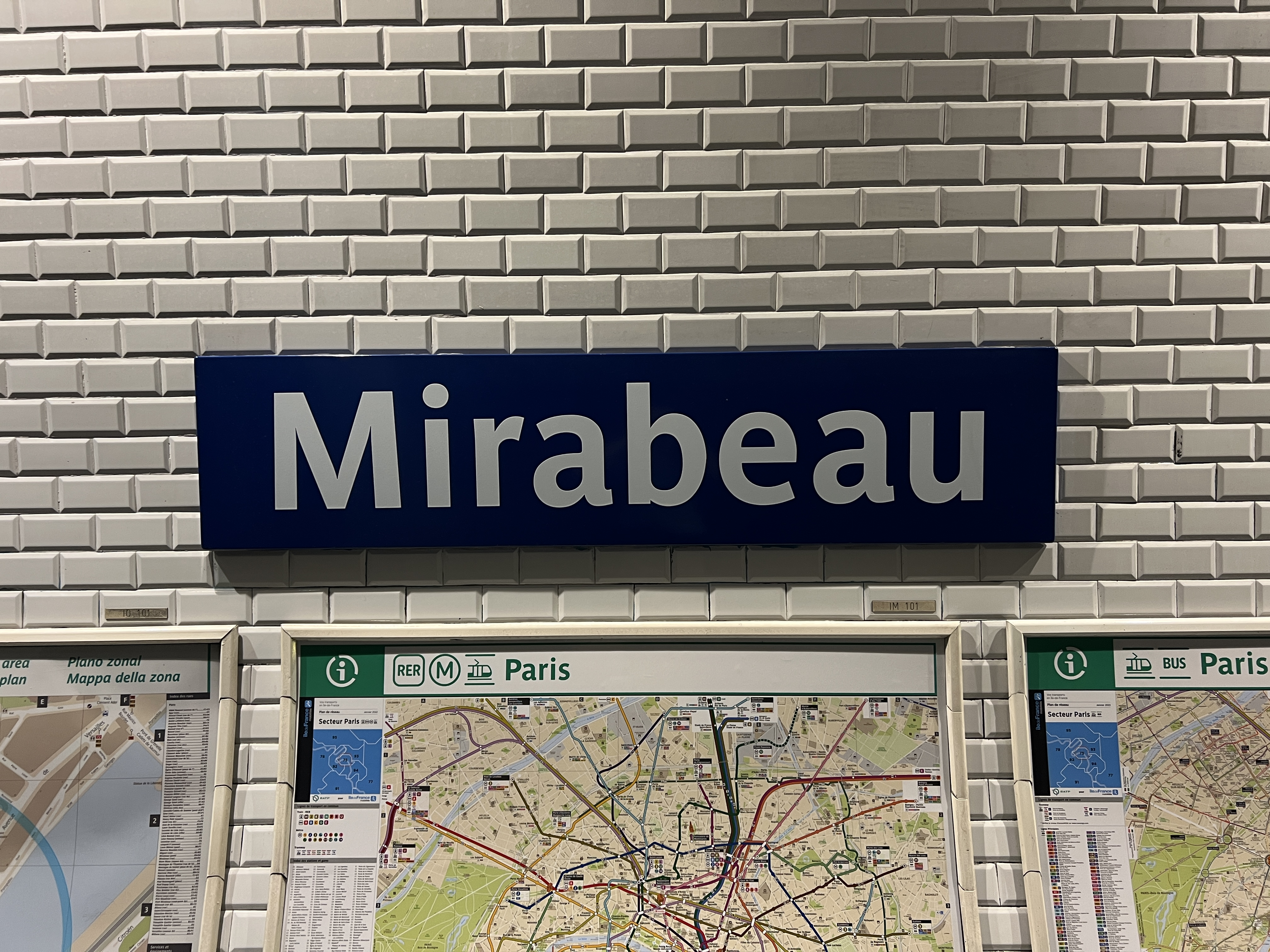
Plaque émaillée indiquant le nom de la station.

### Intermodalité
La station est desservie par les lignes 22, 62 et 72 du réseau de bus RATP. En outre, elle est desservie la nuit par les lignes N12 et N61 du réseau de bus Noctilien.

## À proximité
- Pont Mirabeau
- Pavillon de l'eau
- Parc Sainte-Périne
- Église Notre-Dame-d'Auteuil
- Église catholique russe de la Très-Sainte-Trinité
- Institut universitaire de technologie de Paris Rives de Seine
- Square Henri-Collet
- Maison de la Radio et de la Musique